# Kap-York-Felskänguru
Das Kap-York-Felskänguru (Petrogale coenensis) ist eine wenig erforschte Känguruart aus der Gattung der Felskängurus (Petrogale).

## Merkmale
Das Kap-York-Felskänguru gehört zu einer Gruppe von sieben sehr ähnlichen Felskänguruarten im östlichen Queensland, die fast nur durch chromosomale oder genetische Merkmale zu unterscheiden sind. Die Kopf-Rumpf-Länge beträgt 540 bis 565 mm bei den Männchen und 440 mm bei den Weibchen, die Schwanzlänge 500 bis 540 mm bei den Männchen und 470 mm bei den Weibchen. Bei den Männchen beträgt die Kopflänge 120 mm, die Ohrenlänge 58 mm, die Armlänge 100 mm, die Hinterbeinlänge 190 bis 210 mm, die Fußlänge 152 bis 155 mm und das Gewicht 5 kg. Die Weibchen erreichen ein Gewicht von 4,2 kg. Die Kopflänge beträgt bei ihnen 105 mm, die Ohrenlänge 54 mm, die Armlänge 84 mm, die Hinterbeinlänge 197 mm und die Fußlänge 135 mm. Die Oberseite ist braun, die Unterseite ist grau bis hellbraun. Auf den Flanken verläuft ein weißer oder gelblichbrauner Streifen. Hinter den Armen ist ein dunkler Fleck zu erkennen. An den Wangen befindet sich ein heller Streifen. Der Bereich des Kopfes darüber ist dunkler. Die Arme sind ziemlich hell, aber die Finger sind schwarz. Die Karyotyp-Formel beträgt 2n = 22. Der Centromer liegt zwischen Mitte und Ende auf dem Chromosom Vier. Alle Autosomen sind akrozentrisch.

## Verbreitung

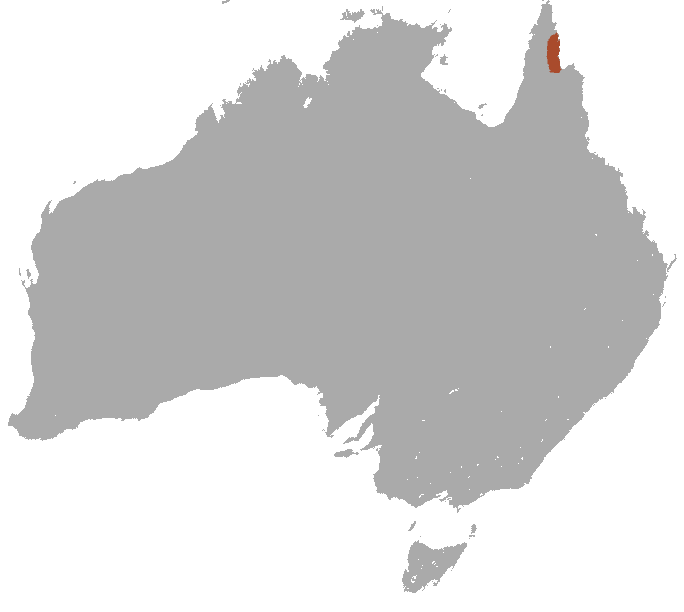
Verbreitungsgebiet des Kap-York-Felskängurus

Das Kap-York-Felskänguru ist nur von drei Orten auf der Kap-York-Halbinsel in Ost-Queensland bekannt, darunter die Region des Mungkan Kandju Nationalparks im Zentral-Osten der Halbinsel zwischen dem Musgrave River und dem Roscoe River.

## Lebensraum und Lebensweise
Das Kap-York-Felskänguru bewohnt felsige Aufschlüsse, felsige Rinnen und Felshalden gewöhnlich innerhalb des offenen Waldlandes. Es ist überwiegend nachtaktiv und ernährt sich von Gräsern.

## Status
Seit seiner Erstbeschreibung im Jahre 1992 wurde das Kap-York-Felskänguru als selten beschrieben. Bis 2008 wurden jedoch vier neue Populationen entdeckt und 2011 wurde die Art zum ersten Mal fotografiert. Die IUCN listet das Kap-York-Felskänguru auf der Vorwarnliste (near threatened).